# Гринвейлский крикетный клуб
Гринве́йлский крикетный клуб (англ. Greenvale Cricket Club), также «Гринвейл Кенгуру» (англ. Greenvale Kangaroos); ранее известен как «крикетный клуб северного Мельбурна», либо просто «Северный Мельбурн», «Норт Мельбурн» (англ. North Melbourne Cricket Club, NMCC), «Хотэмский крикетный клуб» (англ. Hotham Cricket Club) — австралийская команда по крикету, участвующая в соревнованиях штата Виктория на высшем уровне.

## История

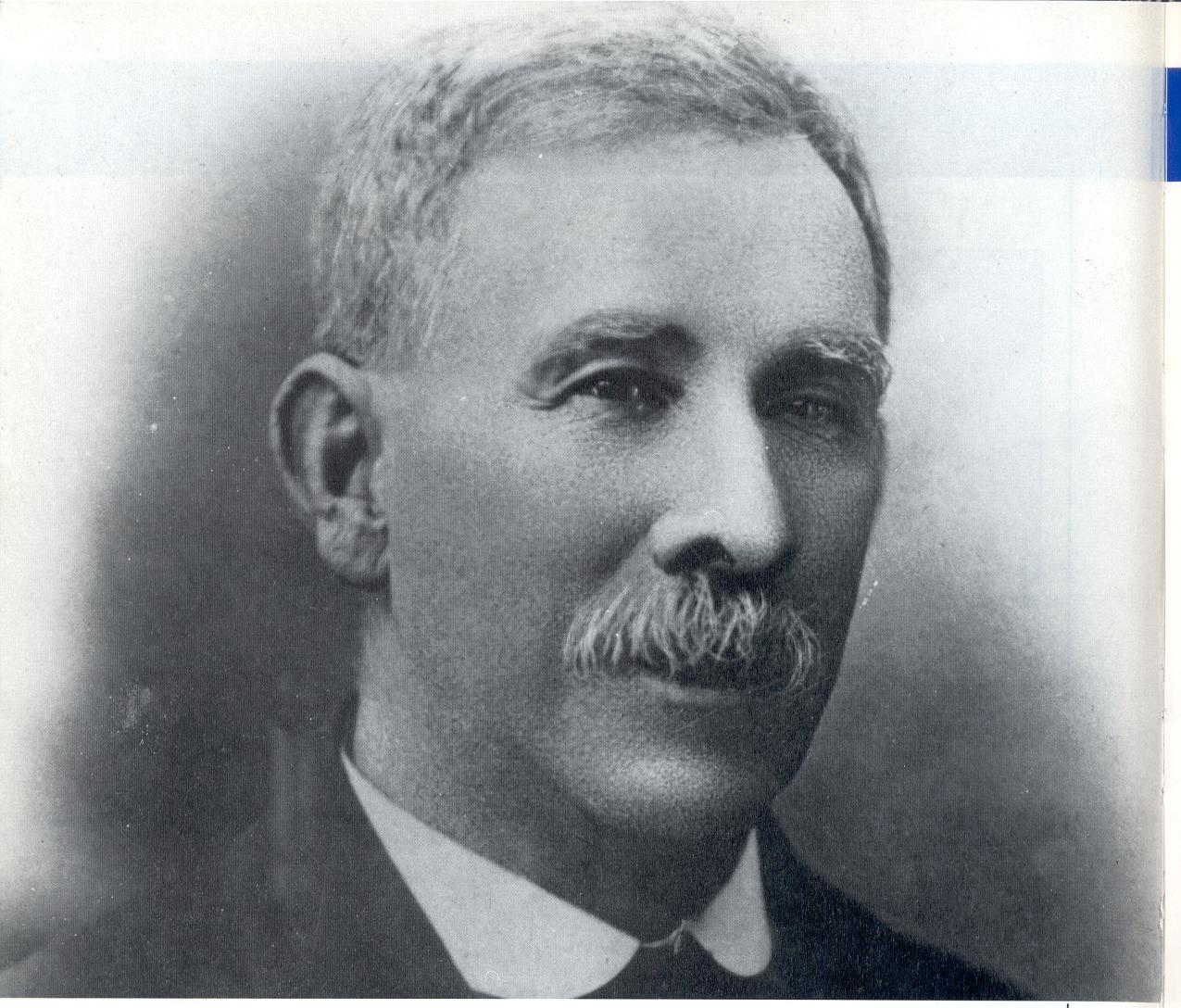
Джеймс Гардинер, основатель клуба

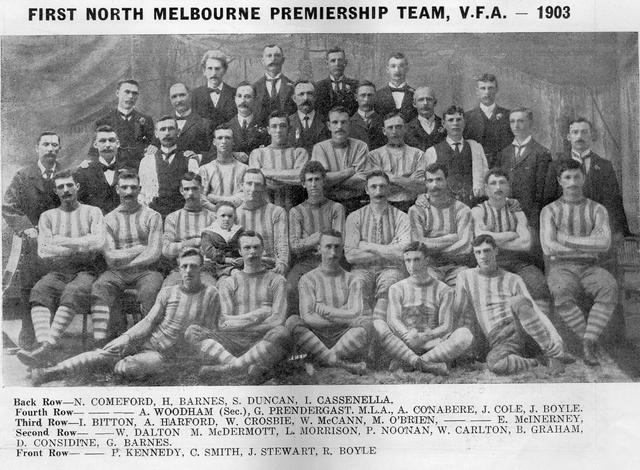
Первая команда клуба Норт Мельбурн, 1903

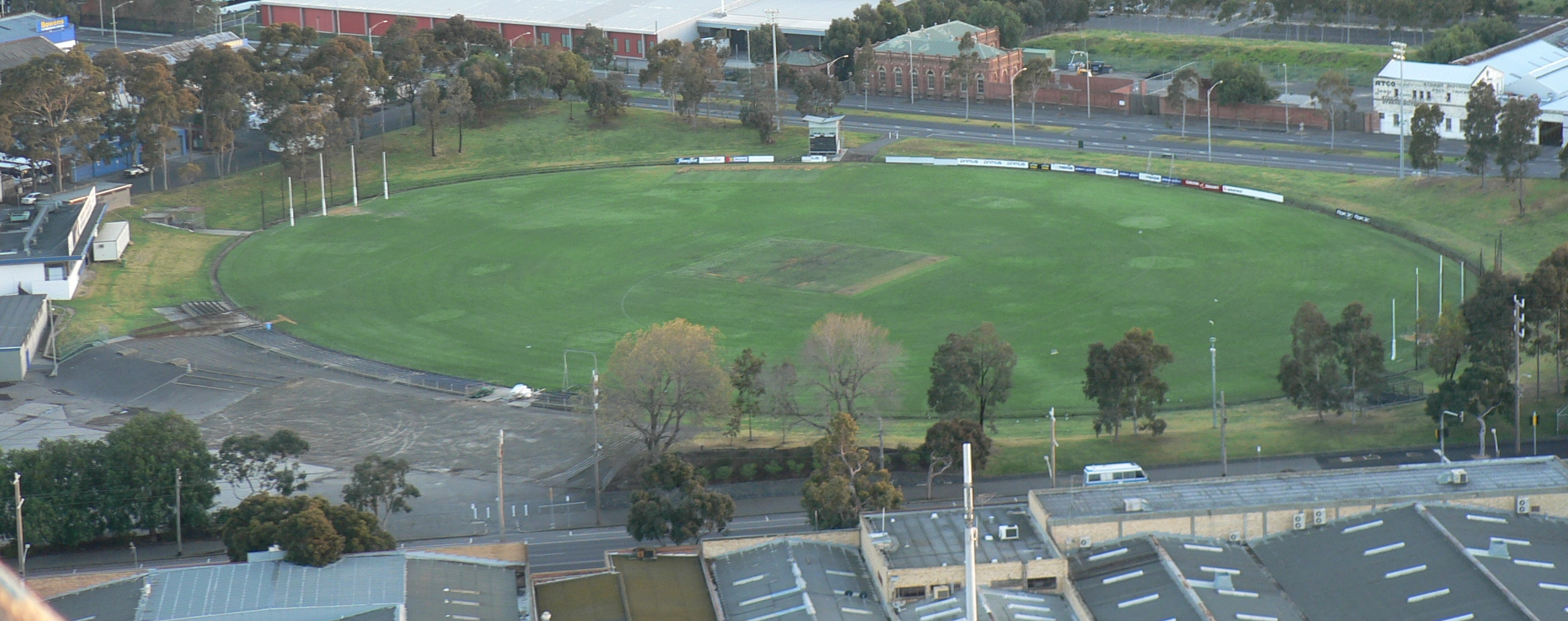
Арден-стрит-овал, домашний стадион крикетного клуба северного Мельбурна, 2007

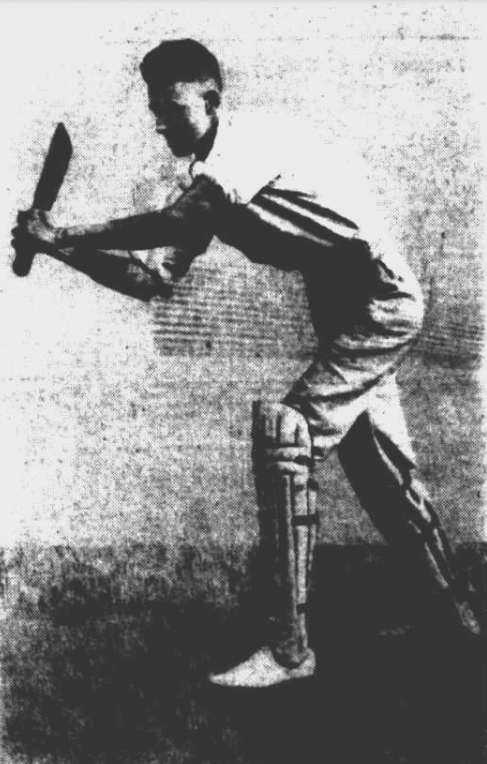
Хью Беринг, руководитель клуба северного Мельбурна после Второй мировой войны

Официальная история клуба начинается в 1855/1856 годах. В справочнике Australian Cricketers Guide за 1856—1857 годы говорится, что первым пригородным клубом был Emerald Hill, образованный 29 сентября 1855 года, за которым вскоре последовали Richmond, North Melbourne и St. Kilda. Считается, что игроки крикетного клуба северного Мельбурна собирались каждый раз заново на каждый сезон из-за отсутствия администрации и организованных соревнований, в которых можно было бы участвовать.
В первое время матчи между командами организовывались эпизодически. Первое документальное подтверждение существования клуба датируется 1858 годом, когда правительство выделило для клуба участок в Роял-Парке, где был заложен первый крикетный стадион. В те времена «Северный Мельбурн» соревновался за различные трофеи, которые дарили бизнесмены и которые разыгрывались на различных условиях. Соревнования включали кубок Коппина, кубок Клиланда, кубок Маклина и кубки метрополии и пригорода. Эти соревнования проводились с 1870 года.
В 1874 году в ратуше северного Мельбурна клуб был официально оформлен как крикетный клуб северного Мельбурна (англ. North Melbourne Cricket Club). Однако в конце 1870-х годов северный Мельбурн ненадолго изменил своё название и стал городом Хотэм, а клуб сменил название на Хотэмский крикетный клуб (англ. Hotham Cricket Club) в 1879—1880 годах. В справочнике «Australian Cricketers Guide» Бойла и Скотта, опубликованном в 1880 году, рассматривается сезон 1879—1880 годов, и описывается первый год работы клуба, когда клуб «Хотем» испытывал финансовые трудности. В этом сезоне клуб провёл двадцать матчей, в которых одержал одиннадцать побед, пять раз сыграл вничью и четыре раза проиграл.
В течение многих лет клуб проводил свои домашние игры на стадионе Арден-стрит в cеверном Мельбурне. Футбольный и крикетный клубы северного Мельбурна располагались на Арден-стрит с 1870-х годов. В 1885 году животновод Джеймс Гардинер, который был основателем футбольного и крикетного клубов Хотэма, передал в дар Совету по земле и работам и городу Хотэм свой участок, с условием, что он будет использоваться для отдыха и развлечений клубов Хотэма.
Клуб снова стал называться крикетным клубом северного Мельбурна в 1887 году, когда город Хотэм изменил статус, и стал северным пригородом Мельбурна. В 1880-х годах «Норт Мельбурн» (он же «Хотэм») снова стал грозным клубом, одной из трёх ведущих команд Мельбурна, наряду с клубами Ист Мельбурн (англ. East Melbourne CC) и Мельбурн (англ. Melbourne CC).
В 1887—1888 годах Хотэмский крикетный клуб (Норт Мельбурн) участвовал в Кубке пригородов (англ. Suburban Challenge Cup) вместе с клубами Эссендон, Порт Мельбурн, Фитцрой, Хоуторн, Сент Килда, Уильямстаун и Уорхаусмен. Хотэмский клуб добился значительных успехов, остался непобеждённым и забрал трофей. Резервисты также выиграли второй Кубок XI. В следующем году (1888—1889) «Северный Мельбурн», как он теперь назывался, снова выиграл трофей, не проиграв ни одного матча.
«Северный Мельбурн» участвовал в Кубке пригородов и стал чемпионом в сезонах 1889—1890 и 1890—1891. В команде были известные игроки: Эрни Бин, Ричард Хьюстон, Джордж и Гарри Стаки, Джон и Альф Карлтоны. Все вышеперечисленные игроки в дальнейшем представляли штат Виктория на соревнованиях национального уровня. Семья Карлтонов была главной опорой клуба и играла в команде штата Виктория на протяжении четырёх десятилетий. Джон пришёл клуб в середине 1880-х годов, а Альф — в 1890-91 годах. Джон Карлтон вместе с другим игроком «Северного Мельбурна», Ричардом Хьюстоном, играл в первой команде штата Виктория, которая участвовала в Шеффилд Шилд (против команды Нового Южного Уэльса) на стадионе Мельбурн Крикет Граунд в декабре 1892 года. Уилл Карлтон пришел в команду в 1896-97 годах, за ним последовал Том в 1908-09 годах. Все четверо Карлтонов в дальнейшем играли в команде штата Виктория.
Крикетный клуб северного Мельбурна становился чемпионом четыре раза (1887—1888, 1893—1894, 1895—1896 и 1902—1903) в пяти финалах в период с 1860—1861 годов до появления соревнований штата Виктория. Крикетный клуб северного Мельбурна был одним из двенадцати клубов, приглашённых к участию в этом престижном соревновании в первом сезоне 1906—1907 года. Первыми командами Викторианского премьер-крикета были: Карлтон, Коллингвуд, Восточный Мельбурн, Эссендон, Фицрой, Хоксберн (Прэрен с 1907—1908 годов), Мельбурн, Северный Мельбурн, Ричмонд, Сент-Килда, Южный Мельбурн и Университет. Мельбурнский крикетный клуб, который не принял правила квалификации по месту жительства, выделялся отдельно и не допускался к борьбе в премьер-лиге до сезона 1914—1915 годов. Он регулярно играл матчи с другими клубами, но его результаты не засчитывались в очки премьер-лиги.
В годы перед Первой мировой войной «Северный Мельбурн» трижды выходил в полуфинал Викторианской премьер-лиги, но все их проиграл. В военные годы соревнования штата были прекращены, но «Северный Мельбурн» вскоре вновь стал сильной командой, выйдя в финал в течение двух лет после возобновления соревнований. В сезоне 1922—1923 годов «Северный Мельбурн» вышел в финал Викторианской крикетной ассоциации (VCA) против команды «Прэрен» в парке Турак. «Прэрен» стал триумфатором третьего сезона подряд.
Уильям Джозеф «Билл» Даулинг (1904—1973), пожизненный член крикетного клуба северного Мельбурна, стал секретарём клуба в начале 1930-х годов и прошёл путь до председателя Австралийского совета по крикету (1957—1960) и президента Викторианской крикетной ассоциации (1963—1973). В течение многих лет Билл был делегатом крикетного клуба северного Мельбурна, а также менеджером австралийской команды по крикету во время тура 1956 года. В 1954—1955 годах было учреждено соревнование WJ Dowling Shield среди игроков до 16 лет, названное в честь Билла, который в то время был председателем правления клуба.
За год до Второй мировой войны «Северный Мельбурн» снова вышел в финал. Под руководством Хью Беринга клуб снова собрал команду, которая могла соперничать по силе с командой 1890-х годов. В состав команды вошёл Боб Демпстер. Он был единственным игроком клуба, которому удалось побить двойной столетний рекорд по очкам, и первым игроком, совершившим 800 пробежек за сезон. В 1940-х годах в команде также играли Джордж Мейкл, братья Лен и Дик Мэддокс, Джек Уоттерс и Джордж Трайб. Джек Уоттерс до сих пор занимает третье место по количеству пробежек, набранных игроком клуба (6174 пробежек). Джо Уайт дебютировал в команде в сезоне 1937—1938 годов и оказался идеальным партнёром для Демпстера.
Хью Беринг, Кен Пирс, Джордж Мейкл, Лен и Дик Мэддокс, Джек Уоттерс, Джо Уайт и Джордж Трайб вошли в состав команды века крикетного клуба Северного Мельбурна. Несмотря на силу этой команды, успех ускользал от них, и они не участвовали в финалах VCA в этот период.
| Игрок                 | Годы карьеры | Пробежки | Калитки |
| --------------------- | ------------ | -------- | ------- |
| Роберт «Боб» Демпстер | 1934—1953    | 7599     | 316     |
| Джон «Джек» Уоттерс   | 1940—1958    | 6174     | 42      |
| Ричард «Дик» Мэддокс  | 1943—1965    | 7402     | 43      |
| Леонард «Лен» Мэддокс | 1942—1973    | 6095     | 260     |
| Хью Беринг (капитан)  | 1923—1943    | 5267     | 52      |
| Джордж Мейкл          | 1934—1943    | 3591     | 248     |
| Джордж Трайб          | 1939—1949    | 1237     | 298     |
| Джозеф «Джо» Уайт     | 1937—1955    | 1862     | 393     |
| Ричард Маккарти       | 1981—1992    | 1576     | 254     |
| Кеннет «Кен» Пирс     | 1947—1963    | 1149     | 472     |
| Джон Сондерс          | 1895—1904    | 8        | 38      |
| Питер Кокс            | 1971—1988    | 4096     | 227     |

Секретарём соревнований в то время был Джек Кэмерон. Он стал главным секретарём соревнований премьер-лиги в 1938 году и оставался в этой должности до 1970 года, когда передал пост своему сыну, Джону Д. Кэмерону (Джеку младшему). Джек-старший также играл за команду штата на протяжении более двадцати лет. Джек-младший играл за вторую команду клуба с середины 1940-х годов, когда он сменил своего отца, и уже был официальным секретарём Австралийского совета по крикету (ACB) в туре «Эшес» в 1961 году. Вероника, сестра Джека-младшего, вышла замуж за Арча Каванаха, который был секретарём клуба в течение пятнадцати лет. Вероника устроила «скандал» в 1940 году, когда в перерыве принесла напитки для игроков. В те времена это была обязанность двенадцатого члена команды, и это была не женская работа. Вероника стала первой женщиной в Австралии, избранной пожизненным членом крикетного клуба.
Сразу после Второй мировой войны к команде присоединились Кен Пирс и Сэм Френч. Кен Пирс стал рекордсменом клуба по числу калиток — он выиграл 472 калитки с сезона 1947—1948 годов до ухода на пенсию в сезоне 1962—1963 года.
Братья Мэддокс продолжали лидировать в команде. Лен дебютировал в сезоне 1942—1943 года и играл до сезона 1961—1962 годов, а в 1970—1971 годах, после переезда в Тасманию, вновь появился в команде ещё на три сезона. Лен стал лучшим бэтсменом в 1971—1972 годах в возрасте 45 лет, через двадцать пять лет после того, как он впервые получил эту награду. Лен и его сын Иен играли в одной команде в течение трёх сезонов, после чего Лен ушел на пенсию. Иен в дальнейшем представлял играл за команду штата Виктория. Другой сын Лена, Колин, также играл на профессиональном уровне в 1977—1978 годах. Младший брат, Дик, дебютировал в клубе в следующем сезоне после Лена, и его показатель в 7402 пробежки является вторым в истории клуба (после Демпстера). До своей безвременной кончины в возрасте 40 лет в 1968 году Дик десять раз становился лучшим бэтсменом клуба. Дик также играл в команде штата Виктория с 1948 по 1957 годы. В его честь названа награда «Клубный чемпион».
20-летний Рекс Харри пришёл в команду в сезоне 1956—1957 года, и заработал в играх за клуб 239 калиток. Играя нестандартным хватом, Рекс также играл в команде штата Виктория и четыре раза побеждал по очкам как боулер.
В сезоне 1961—1962 года клуб победил в соревнованиях штата, когда вторая команда клуба победила «Фицрой» с разницей в три мяча и стала чемпионом. В составе команды клуба северного Мельбурна играли: Джон Изон (капитан), Тед Аджани, Рэй Боуман, Джон Куни, Эрик Клоуз, Алан Добл, Боб Дюрант, Нил Джейкобс, Барри Симпсон, Хью Сайкс и Лайл Уилсон.
В 1960-х годах состояние домашнего стадиона на Арден-стрит стало ухудшаться. Был демонтирован трек для собачьих бегов, затем красная кирпичная стена по периметру, табло и трибуна с террасами, и площадка была переименована в Arden Street Recreation Reserve. На фоне упадка 1980-х годов выделялся один игрок — Ричард Маккарти. Ричард был быстрым боулером, который играл с безошибочной точностью в быстром темпе. Он заработал 254 калитки при среднем коэффициенте 21,32. Он выиграл первую медаль Райдера для клуба северного Мельбурна в сезоне 1988—1989 года и играл в команде штата Викторию в 1984—1990 годах.
В 1986 году крикетный клуб cеверного Мельбурна на три сезона объединился с крикетным клубом микрорайона Джилонг. Клуб назывался «North Melbourne—Geelong CC». Объединённый клуб привлёк несколько лучших игроков, включая представителей команды штата — Дэвида Харриса, Кевина Невилла, Рэя Брайта и Грэма Росса. От каждого клуба был выбран делегат: Фрэнк Мерфи представлял крикетный клуб северного Мельбурна, а «Джилонг» представлял Боб Мерриман, позднее ставший президентом Cricket Australia. После окончания соглашения «Джилонг» создал собственную команду по крикету в высшей лиге.
Приход Эрла Эддингса в сезоне 1992—1993 года положил начало возрождению клуба. До этого «Северный Мельбурн» много лет прозябал в нижней части таблицы. Эрл перешёл в клуб из «Норткота» вслед за своим другом, Адамом Дейлом, который сделал это годом ранее. В первом же сезоне Дэйл взял 61 калитку при среднем показателе чуть больше 12, за что был награждён медалью Райдера. Эрл был проницательным игроком, и помогал клубу как на поле, так и вне его. Он привлёк таких игроков, как Адам и Джош Макгинти, Грег Хобба и Шеннон Уотерс. И Уотерс, и Адам Дейл были выбраны в команду премьер-лиги сезона 2003—2004. Эрл Эддингс также пригласил в клуб своего отца, Майкла, ставшего впоследствии секретарём и президентом клуба. Эрл был капитаном и тренером клуба во время своей игровой карьеры, а в 2003 году стал президентом клуба. «Северный Мельбурн» вышел в финал премьер-лиги благодаря команде, которую Эрл собрал в 2000—2001 годах, сорок лет спустя после последнего появления клуба в финале чемпионата. В последнем туре сезона «Северный Мельбурн» одержал победу над клубом «Фицрой-Донкастер» и занял место в финале. Крикетный клуб Северного Мельбурна вновь обрёл уважение.
В 2013 году «Северный Мельбурн» объединился с Гринвейлским крикетным клубом (англ. Greenvale Cricket Club). Образовавшийся клуб и команда были названы «Гринвейл Кенгуру». Целью слияния было создание клуба высшего класса на севере Мельбурна и предоставление возможности для молодёжи, проживающей в этом районе, играть в крикет на высшем уровне в своём районе. С сезона 2013/14 клуб переехал в Гринвейл, на территорию Гринвейлского рекреационного заказника. Брюс Кент и Дэвид Мэддокс были сопрезидентами в течение первого года после объединения, а Стив Мэддокс стал главным тренером клуба. Тарек Мофани тренировал резервистов клуба. В объединённом клубе играют четыре команды по крикету высшего уровня, три команды VTCA по крикету на натуральном газоне, несколько команд Ассоциации крикета северо-западного Мельбурна по крикету на искусственном газоне, а также полный состав юношеских команд. Клуб также руководит и управляет программой Milo In2Cricket для детей.
Городской совет Хьюма сыграл ключевую роль в обеспечении партнёрства, помог создать тренировочные площадки с газоном, а также предоставить дополнительные стадионы, системы освещения, социальные объекты и павильоны. «Гринвейл Кенгуру» провели работы по улучшению и модернизации тренировочных площадок, как с дерновым, так и с синтетическим покрытием, предоставили соответствующее оборудование для подготовки газонов по стандартам Премьер-лиги, расширили социальную зону, построили новое электронное табло, увеличили складские помещения и приобрели обзорные экраны. В будущем «Гринвейл Кенгуру» также планируют построить крытый тренировочный комплекс.
Мэр городского совета Хьюма, Джефф Портер, сказал:

Появление «Гринвейл Кенгуру» в Хьюме даст возможность молодым людям, которые начинают играть в крикет в возрасте до 10 или 12 лет, пройти путь от юниорского уровня до игры в крикет за штат Виктория, а затем и за Австралию, не покидая при этом своего района. Это гарантирует, что молодые люди в Хьюме будут иметь доступ к лучшим тренировочным и игровым возможностям.
Оригинальный текст (англ.)Having the Greenvale Kangaroos in Hume will provide the opportunity for a young person who may start out in cricket at under 10's or 12's the opportunity to go through from this junior level to eventually play cricket for Victoria and then Australia without ever leaving the area. It will ensure that young people in Hume will have access to the best training and playing facilities possible
— 